# Rampura (Uttar Pradesh)
Rampura – miasto w północnych Indiach w stanie Uttar Pradesh, na Nizinie Hindustańskiej.
Populacja miasta w 2001 roku wynosiła 10 614 mieszkańców.